# C'è nessuno?
C'è nessuno? è un romanzo filosofico, scritto dallo scrittore norvegese Jostein Gaarder, pubblicato in Norvegia nel 1996 e in Italia nel 1997. Lo scopo del libro è quello di far capire ai più piccoli cos'è la filosofia e come è bello porsi domande, anche le più difficili. Il libro vuole infatti stimolare la curiosità dei ragazzi a capire che stupirsi in realtà vuol dire essersi abituati al mondo.

## Trama
Poche settimane dopo che l'uomo mise piede sulla luna Joakim, un ragazzo di otto anni in attesa della nascita di un nuovo fratellino, è rimasto da solo in casa. Affacciandosi alla finestra scorge un ragazzo appeso su un albero a testa in giù. In realtà questo non è un bambino, ma un alieno, chiamato Mika, simile agli umani, telepatico, gentile e soprattutto curioso. I due, parlando, raccontano e si fanno domande sulle loro origini, ponendosi dilemmi, tra i quali: "Chi siamo?", "Da dove veniamo?", "Dove andiamo?".
- La simia
- Il mare
- L'uovo
- La montagna
- La notte
- Il cappello

## Personaggi principali
- Joakim: ragazzo di otto anni in attesa della nascita di un fratellino, è il protagonista del racconto.
- Mika: è un 'bambino alieno' finito, per sbaglio, a testa in giù in un albero del giardino di Joakim.